# Breconchaux
Breconchaux és un municipi francès situat al departament del Doubs i a la regió de Borgonya - Franc Comtat. L'any 2007 tenia 84 habitants.

## Demografia

### Població
El 2007 la població de fet de Breconchaux era de 84 persones. Hi havia 33 famílies de les quals 11 eren unipersonals (7 homes vivint sols i 4 dones vivint soles), 7 parelles sense fills i 15 parelles amb fills.
La població ha evolucionat segons el següent gràfic:
Habitants censats

### Habitatges
El 2007 hi havia 36 habitatges, 31 eren l'habitatge principal de la família i 5 eren segones residències. 30 eren cases i 6 eren apartaments. Dels 31 habitatges principals, 23 estaven ocupats pels seus propietaris i 8 estaven llogats i ocupats pels llogaters; 5 tenien tres cambres, 7 en tenien quatre i 19 en tenien cinc o més. 28 habitatges disposaven pel capbaix d'una plaça de pàrquing. A 17 habitatges hi havia un automòbil i a 14 n'hi havia dos o més.

### Piràmide de població
La piràmide de població per edats i sexe el 2009 era:
| Homes | Edats   | Dones |
| ----- | ------- | ----- |
| 0     | 95 o +  | 0     |
| 0     | 90 a 94 | 0     |
| 0     | 85 a 89 | 0     |
| 0     | 80 a 84 | 0     |
| 0     | 75 a 79 | 0     |
| 0     | 70 a 74 | 0     |
| 4     | 65 a 69 | 0     |
| 4     | 60 a 64 | 0     |
| 0     | 55 a 59 | 4     |
| 0     | 50 a 54 | 0     |
| 0     | 45 a 49 | 4     |
| 0     | 40 a 44 | 0     |
| 4     | 35 a 39 | 4     |
| 8     | 30 a 34 | 4     |
| 4     | 25 a 29 | 4     |
| 4     | 20 a 24 | 0     |
| 4     | 15 a 19 | 0     |
| 0     | 10 a 14 | 0     |
| 4     | 5 a 9   | 4     |
| 0     | 0 a 4   | 8     |

## Economia
El 2007 la població en edat de treballar era de 52 persones, 36 eren actives i 16 eren inactives. De les 36 persones actives 34 estaven ocupades (20 homes i 14 dones) i 2 estaven aturades (1 home i 1 dona). De les 16 persones inactives 6 estaven jubilades, 8 estaven estudiant i 2 estaven classificades com a «altres inactius».
Activitats econòmiques
L'únic establiment que hi havia el 2007 era d'una empresa de transport.
L'any 2000 a Breconchaux hi havia 3 explotacions agrícoles que ocupaven un total de 219 hectàrees.

## Poblacions més properes
El següent diagrama mostra les poblacions més properes.